# Ceux d'en face
Pour plus de détails, voir Fiche technique et Distribution.
Ceux d'en face est un film français réalisé par Jean-Daniel Pollet, sorti en 2001.

## Fiche technique
- Titre : Ceux d'en face
- Réalisation : Jean-Daniel Pollet
- Scénario et dialogues : Jean-Daniel Pollet et Laurent Roth
- Photographie : Acácio de Almeida
- Son : Jean-Paul Guirado
- Musique : Antoine Duhamel
- Montage : Françoise Geissler
- Sociétés de production : Cauri Films - Arte France Cinéma
- Pays de production :  France
- Durée : 92 minutes
- Date de sortie : 26 septembre 2001

## Distribution
- Michael Lonsdale
- Valentine Vidal
- Alain Beigel

## Sélection
- 2000 : Festival international du film de Locarno[1]